# Erskine Sanford
Erskine Sanford (n. 19 noiembrie 1885, Trinidad⁠(d), Colorado, SUA – d. 7 iulie 1969, Los Angeles, California, SUA) a fost un actor american de teatru, televiziune și de film. Asociat de mult timp cu Theatre Guild din New York City, s-a alăturat mai târziu companiei Mercury Theatre a lui Orson Welles și a apărut în mai multe dintre filmele lui Welles, inclusiv în Cetățeanul Kane (1941), în care l-a interpretat pe Herbert Carter, redactorul de ziar năucit și transpirat.

## Filmografie
| An   | Titlu                          | Rol                                      | Note                              |
| ---- | ------------------------------ | ---------------------------------------- | --------------------------------- |
| 1938 | Too Much Johnson               | Frederic                                 | [ 2 ]                             |
| 1940 | Pop Always Pays                | Hayes                                    | [ 3 ]                             |
| 1940 | Citizen Kane trailer           | Rolul său, Herbert Carter                | Short                             |
| 1941 | Andy Hardy's Private Secretary | Mr. Bossiny                              | Nemenționat                       |
| 1941 | Citizen Kane                   | Herbert Carter / Screening Room Reporter | [ 3 ]                             |
| 1941 | Appointment for Love           | Hastings's butler                        | Nemenționat                       |
| 1942 | The Wife Takes a Flyer         | Jan                                      | [ 3 ]                             |
| 1942 | The Magnificent Ambersons      | Roger Bronson                            | [ 3 ]                             |
| 1943 | Jane Eyre                      | Mr. Briggs                               | Nemenționat                       |
| 1944 | Uncertain Glory                | Drover                                   | Nemenționat                       |
| 1944 | Mr. Skeffington                | Dr. Fawcette                             | [ 3 ]                             |
| 1944 | Enemy of Women                 | Levine                                   | Nemenționat                       |
| 1944 | Ministry of Fear               | George Rennit                            | [ 3 ]                             |
| 1945 | A Tree Grows in Brooklyn       | Undertaker                               | Nemenționat                       |
| 1945 | Spellbound                     | Dr. Galt                                 | Nemenționat                       |
| 1945 | Girls of the Big House         | Professor O'Neill                        | [ 3 ]                             |
| 1946 | From This Day Forward          | Higgler                                  | [ 3 ]                             |
| 1946 | Without Reservations           | Timothy Helgelander                      | Nemenționat                       |
| 1946 | The Stranger                   | Party guest                              | Nemenționat                       |
| 1946 | Crack-Up                       | Barton                                   | [ 3 ]                             |
| 1946 | Angel on My Shoulder           | Minister                                 | [ 3 ]                             |
| 1946 | The Best Years of Our Lives    | Bullard                                  | [ 3 ]                             |
| 1947 | Possessed                      | Dr. Max Sherman                          | [ 3 ]                             |
| 1947 | Mourning Becomes Electra       | Josiah Borden                            | [ 3 ]                             |
| 1947 | The Lady from Shanghai         | Judge                                    | [ 3 ]                             |
| 1948 | The Voice of the Turtle        | Storekeeper                              | [ 3 ]                             |
| 1948 | You Were Meant for Me          | Dr. Frank R. Smith                       | Nemenționat                       |
| 1948 | Letter from an Unknown Woman   | Porter                                   | [ 3 ]                             |
| 1948 | Texas, Brooklyn and Heaven     | Dr. Danson                               | Nemenționat                       |
| 1948 | They Live by Night             | Doctor                                   | Nemenționat                       |
| 1948 | Macbeth                        | Duncan                                   | [ 3 ]                             |
| 1948 | Kidnapped                      | Rankeillor                               | [ 3 ]                             |
| 1948 | Wake of the Red Witch          | Dokter Van Arken                         | [ 3 ]                             |
| 1949 | Your Show Time (TV)            |                                          | "The Invisible Wound"             |
| 1949 | Impact                         | Dr. Henry Bender                         | [ 3 ]                             |
| 1949 | Night Unto Night               | Dr. Gallen Altheim                       | [ 3 ]                             |
| 1949 | The Woman on Pier 13           | Desk Clerk at Christine's Apartment      | Nemenționat                       |
| 1950 | Sierra                         | Judge Prentiss                           | [ 3 ]                             |
| 1951 | The Company She Keeps          | Planetarium Guide                        | Nemenționat                       |
| 1952 | My Son John                    | Profesor                                 | (scene șterse), (final film role) |

## Teatru
| Data                                  | Titlu                                    | Rol                                    | Note |
| ------------------------------------- | ---------------------------------------- | -------------------------------------- | --- |
| 11 februarie 1916                     | Playlets                                 |                                        | Belasco Theatre, New York City |
| 14 noiembrie – 30 decembrie 1916      | Gertrude Kingston and a Visiting Company |                                        | Neighborhood Playhouse and Maxine Elliott Theatre, New York City |
| 13 octombrie 1919 – ianuarie 1920     | The Faithful                             | Hara, Honzo                            | Garrick Theatre, New York City Theatre Guild production |
| 25 noiembrie 1919 – februarie 1920    | The Rise of Silas Lapham                 | Mr. Sewell                             | Garrick Theatre, New York City |
| 15 ianuarie – martie 1920             | The Power of Darkness                    | Mitrich                                | Garrick Theatre, New York City |
| februarie 23 – septembrie 1920        | Jane Clegg                               | Mr. Morrison                           | Garrick Theatre, New York City |
| septembrie 4 – octombrie 1920         | The Treasure                             | The President of the Community         | Garrick Theatre, New York City |
| 10 noiembrie 1920 – 26 februarie 1921 | Heartbreak House                         | Mazzini Dunn                           | Garrick Theatre, New York City |
| 28 februarie – iunie 1921             | Mr. Pim Passes By                        | Carraway Pim                           | Garrick Theatre, New York City |
| 20 aprilie – iunie 1921               | Liliom                                   | Captain, First Policeman of the Beyond | Garrick Theatre, New York City |
| 20 decembrie 1922 – februarie 1923    | Johannes Kreisler                        | Theodor                                | Apollo Theatre, New York City |
| 26 martie – aprilie 1923              | Sandro Botticelli                        | Fra Filippo Lippi                      | Provincetown Playhouse, New York City |
| 19 noiembrie 1923 – ianuarie 1924     | The Failures                             | The Musician                           | Garrick Theatre, New York City |
| 14 aprilie – iunie 1924               | Man and the Masses                       | Third Banker, A Priest                 | Garrick Theatre, New York City |
| octombrie 19 – decembrie 1925         | The Glass Slipper                        | Captain Gal, Police Sergeant           | Guild Theatre, New York City |
| 25 ianuarie – martie 1926             | The Goat Song                            | Starsina, Priest                       | Guild Theatre, New York City |
| martie 23 – aprilie 1926              | What's the Big Idea                      | Peter Clausen                          | Bijou Theatre, New York City |
| 11 octombrie – noiembrie 1926         | Juarez and Maximilian                    | Lawyer Siliceo, Jose Rincon Gallardo   | Guild Theatre, New York City |
| noiembrie 18 – decembrie 1926         | The Witch                                | Master Laurentius                      | Greenwich Village Theatre, New York City |
| 24 februarie – martie 1927            | Puppets of Passion                       | Attendant                              | Theatre Masque, New York City |
| aprilie 18 – august 1927              | Mr. Pim Passes By                        | Carraway Pim                           | Garrick Theatre, New York City |
| 1928 – august 1928                    | Porgy                                    | Alan Archdale                          | Republic Theatre, New York City |
| 1928–29                               | Porgy                                    | Alan Archdale                          | Tour including nine weeks in Chicago, six weeks in London, and performances in Boston, Philadelphia, Cincinnati, Washington, Cleveland, Pittsburgh, Baltimore, Detroit, San Francisco, Los Angeles, and cities in the northwestern United States and Canada |
| 13 septembrie – octombrie 1929        | Porgy                                    | Alan Archdale                          | Martin Beck Theatre, New York City |
| 14 octombrie 1929 – ianuarie 1930     | Porgy                                    | Alan Archdale                          | National tour |
| 27 octombrie – decembrie 1930         | Roar China                               | Mr. Tourist                            | Martin Beck Theatre, New York City |
| 26 octombrie 1931 – martie 1932       | Mourning Becomes Electra                 | Dr. Joseph Blake, Abner Small          | Guild Theatre, New York City |
| 21 februarie – martie 1933            | American Dream                           | Murdoch                                | Guild Theatre, New York City |
| 21 februarie – aprilie 1934           | They Shall Not Die                       | Sheriff Nelson                         | Royale Theatre, New York City |
| 10 decembrie 1934 – ianuarie 1935     | Valley Forge                             | Mr. Folsom                             | Guild Theatre, New York City |
| 11 octombrie – octombrie 1935         | Sweet Mystery of Life                    | Doctor Warren                          | Shubert Theatre, New York City |
| 29 aprilie – 11 iunie 1938            | Heartbreak House                         | Mazzini Dunn                           | Mercury Theatre, New York City:47 |
| 16–29 august 1938                     | Too Much Johnson                         | Frederic                               | Stony Creek Theatre, Stony Creek, Connecticut:50 |
| 27 februarie – martie 1939            | Five Kings (Part One)                    | Lord Chief Justice                     | Colonial Theatre, Boston:54:350–351 |
| March 13 – March 1939                 | Five Kings (Part One)                    | Lord Chief Justice                     | National Theatre, Washington, D.C.:351 |
| March 20–25, 1939                     | Five Kings (Part One)                    | Lord Chief Justice                     | Chestnut Street Opera House, Philadelphia:428:351 |
| 24 martie – 28 iunie 1941             | Native Son                               | Mr. Dalton                             | St. James Theatre, New York City |
| 28–31 mai 1947                        | Macbeth                                  | Duncan                                 | Kingsbury Hall, University of Utah, Salt Lake City Six performances staged in preparation for the film version shot in June 1947 with the same principal cast:52–53:401                                                                                     |

## Radio
| Data              | Titlu                          | Rol              | Note                              |
| ----------------- | ------------------------------ | ---------------- | --------------------------------- |
| 25 iulie 1938     | The Mercury Theatre on the Air | The President    | "A Tale of Two Cities":344:51     |
| 5 septembrie 1938 | The Mercury Theatre on the Air | Secretary        | "The Man Who Was Thursday":345:51 |
| 24 decembrie 1939 | The Campbell Playhouse         |                  | "A Christmas Carol":356           |
| 17 martie 1940    | The Campbell Playhouse         |                  | "Huckleberry Finn":359            |
| 6 aprilie 1941    | The Free Company               | Colonel Egenhorn | "His Honor, the Mayor":113–115    |
| 6 octombrie 1941  | The Orson Welles Show          |                  | :367                              |
| 20 octombrie 1941 | The Orson Welles Show          |                  | :367                              |
| 22 decembrie 1941 | The Orson Welles Show          |                  | :368                              |